# Wilhelm Franz (Architekt)
Wilhelm Franz (* 23. Januar  1864 in Weilmünster; † 26. November  1948 in Dahlwitz-Hoppegarten bei Berlin) war ein deutscher Architekt, kommunaler Baubeamter und Hochschullehrer.

## Leben
Wilhelm Franz besuchte das Gymnasium in Wiesbaden. Er begann sein Architekturstudium an der Technischen Hochschule Hannover und studierte dann vom Wintersemester 1886/1887 bis zum Wintersemester 1890/1891 an der Technischen Hochschule (Berlin-)Charlottenburg, wo er das Studium mit dem Ersten Staatsexamen abschloss.
Wilhelm Franz absolvierte ab dem Jahr 1893 ein Referendariat bei der Stadtverwaltung in Wiesbaden. Er war dort so erfolgreich, dass er ab April 1894 als Abteilungsleiter im Stadtbauamt eingesetzt wurde. In Wiesbaden lernte Franz beim Bau des Neuen Rathauses den Architekten des Gebäudes, Georg von Hauberrisser, kennen und schätzen.
Franz wechselte zum 16. Mai 1895 als Stadtbaumeister nach St. Johann (Saar) (heute Saarbrücken) und wurde dort schon im August 1895 zum besoldeten Beigeordneten gewählt. 1896 vermittelte er Hauberisser als Architekt des Rathauses St. Johann. Am 30. Juli 1896 beschloss die St. Johanner Stadtverordnetenversammlung, das Vorprojekt Hauberrissers anzunehmen, und kurze Zeit darauf wurde am 3. September 1896 durch den Stadtbaumeister Franz der Vertrag mit Hauberrisser abgeschlossen.
Wilhelm Franz schrieb in einem Brief an den St. Johanner Bürgermeister Neff am 26. September 1906:

„Als wir den Vertrag schlossen, kannte ich Herrn Hauberisser als tüchtigen Künstler und wußte im besonderen aus der Geschäftsführung beim Wiesbadener Rathaus, daß er in seinen Honorarforderungen bescheiden sein würde. Das habe ich zu unseren Gunsten ausgenutzt.“

1901 übersiedelte Wilhelm Franz von St. Johann nach Charlottenburg, wo er zum 1. Oktober 1901 als ordentlicher Professor die neu geschaffene Professur für Baukonstruktionen und Industriebauten in der Abteilung III für Maschinen-Ingenieurwesen (ab 1922 Fakultät III für Maschinenwirtschaft, ab 1928 Fakultät III für Maschinenwesen, Lehrgebiet: Hoch- und Tiefbau) der Technischen Hochschule (Berlin-)Charlottenburg antrat. Er war in den Studienjahren 1902/1903, 1908/1909 und 1909/1910 Abteilungsvorsteher (Dekan) der Abteilung III. Am 25. Februar 1929 wurde er emeritiert.
Wilhelm Franz starb am 26. November 1948 in Dahlwitz-Hoppegarten bei Berlin.

## Auszeichnungen
Die Technische Hochschule Breslau verlieh Franz die Ehrendoktorwürde (als Dr.-Ing. E. h.). Am 12. Juli 1929 wurde Wilhelm Franz die Ehrenbürgerwürde der Technischen Hochschule Berlin verliehen. Die philosophische Fakultät der Friedrich-Wilhelms-Universität Berlin verlieh ihm ebenfalls die Ehrendoktorwürde.

## Bauten
- 1896: Erweiterungsbau der Bismarckschule in (Saarbrücken-)St. Johann, Karlstraße 3 (unter Denkmalschutz)
- 1896–1897: Alte Feuerwache in (Saarbrücken-)St. Johann mit Turnhalle des Turnerbundes St. Johann, heute Spielstätte des Saarländischen Staatstheaters (unter Denkmalschutz)[11]
- 1898–1899: Dienstgebäude für das Kaiserliche Post- und Telegrafenamt (Saarbrücken-)St. Johann, Dudweilerstraße 15/17 / Stephanstraße (neobarock, nach Veränderungen in der Dachzone postmodern rekonstruiert; unter Denkmalschutz)
- 1904: Königlich Preußische Oberrealschule in (Saarbrücken-)St. Johann, Landwehrplatz 3 (heute Otto-Hahn-Gymnasium; unter Denkmalschutz)[12]
- 1906–1908: Rathaus in Dillingen

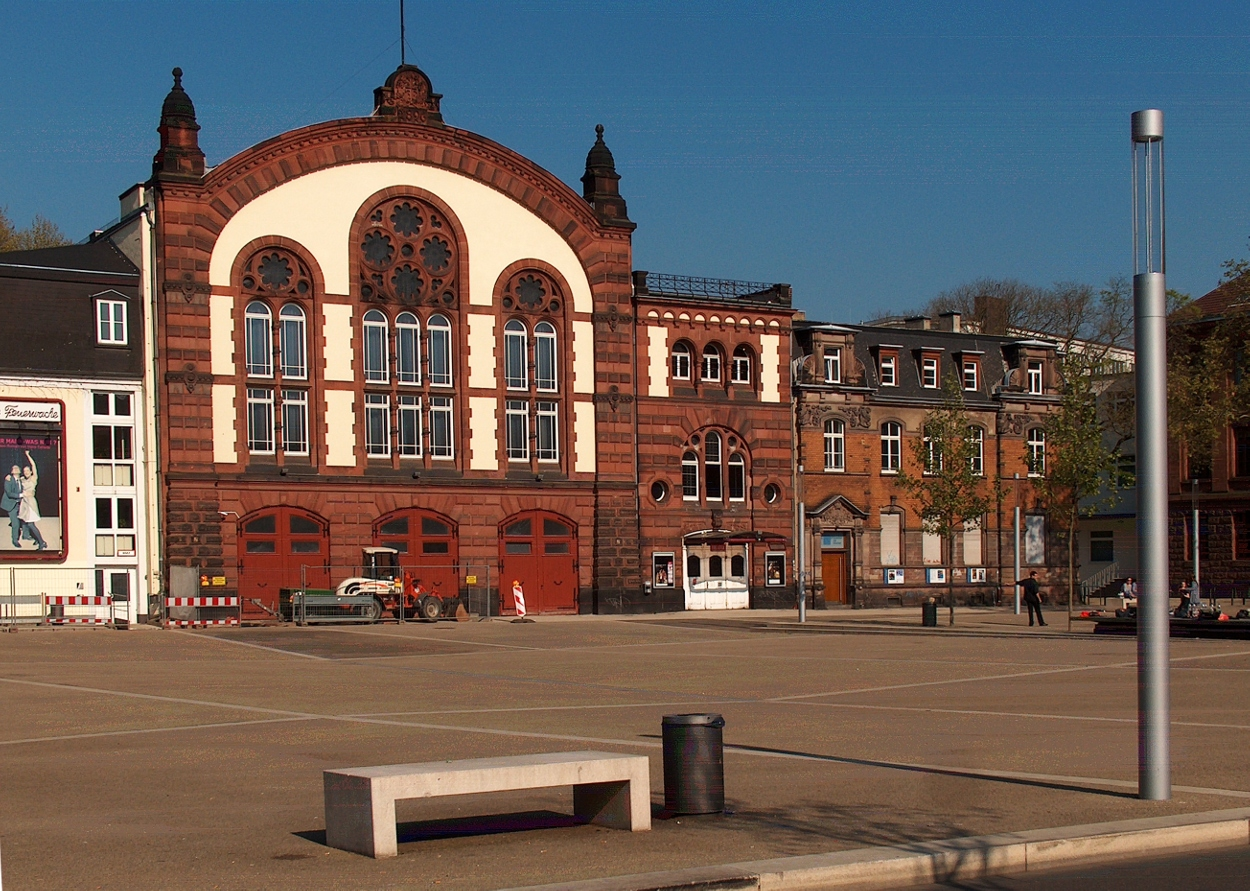
Alte Feuerwache in St. Johann
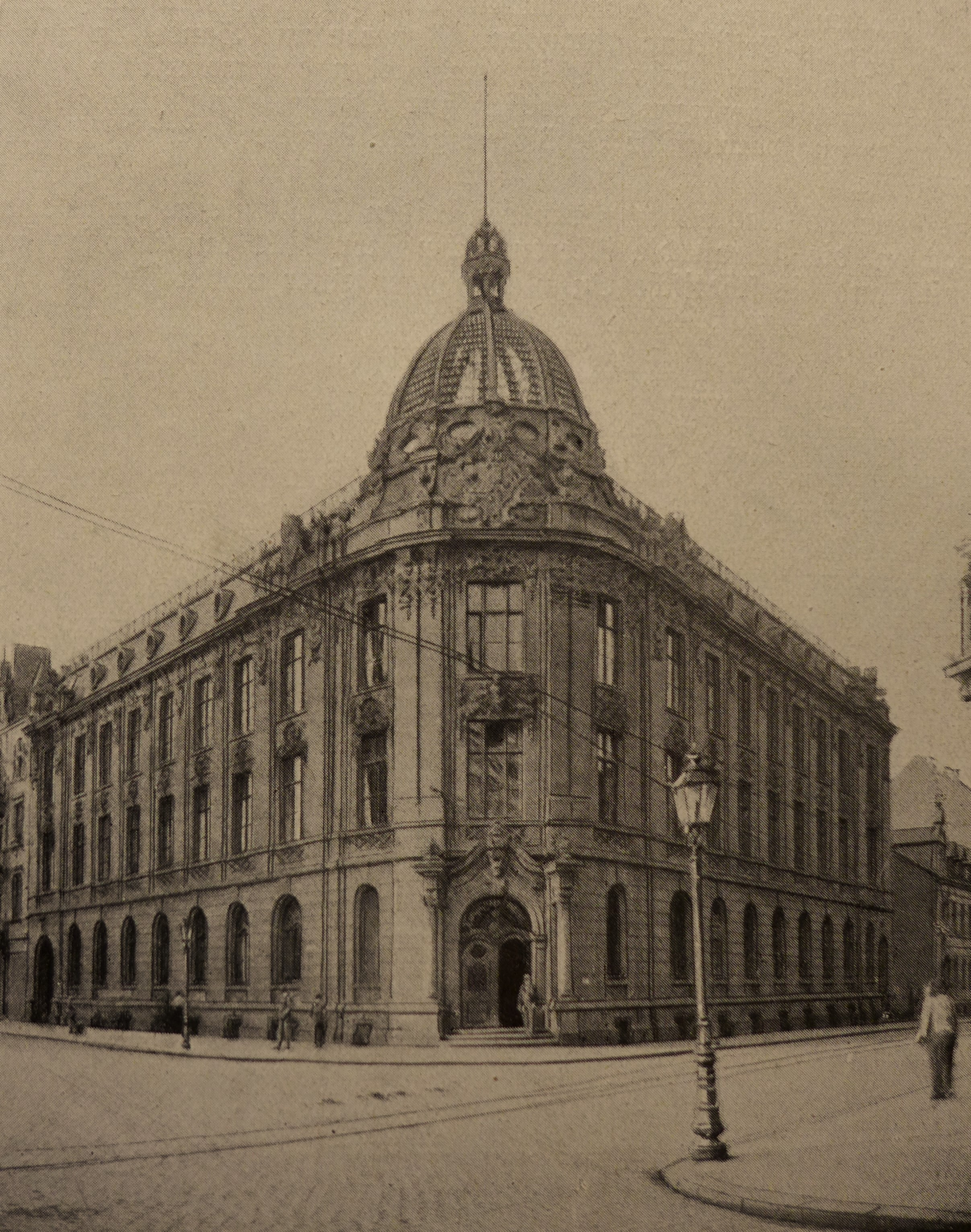
Postamt St. Johann, um 1900
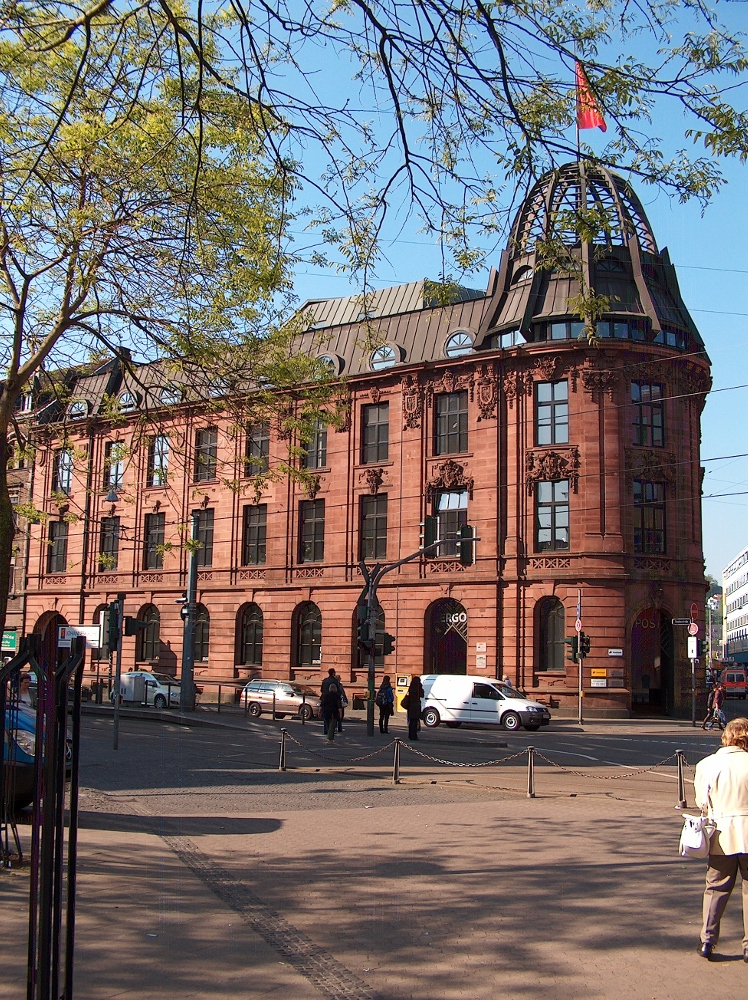
Postamt St. Johann, nach Rekonstruktion
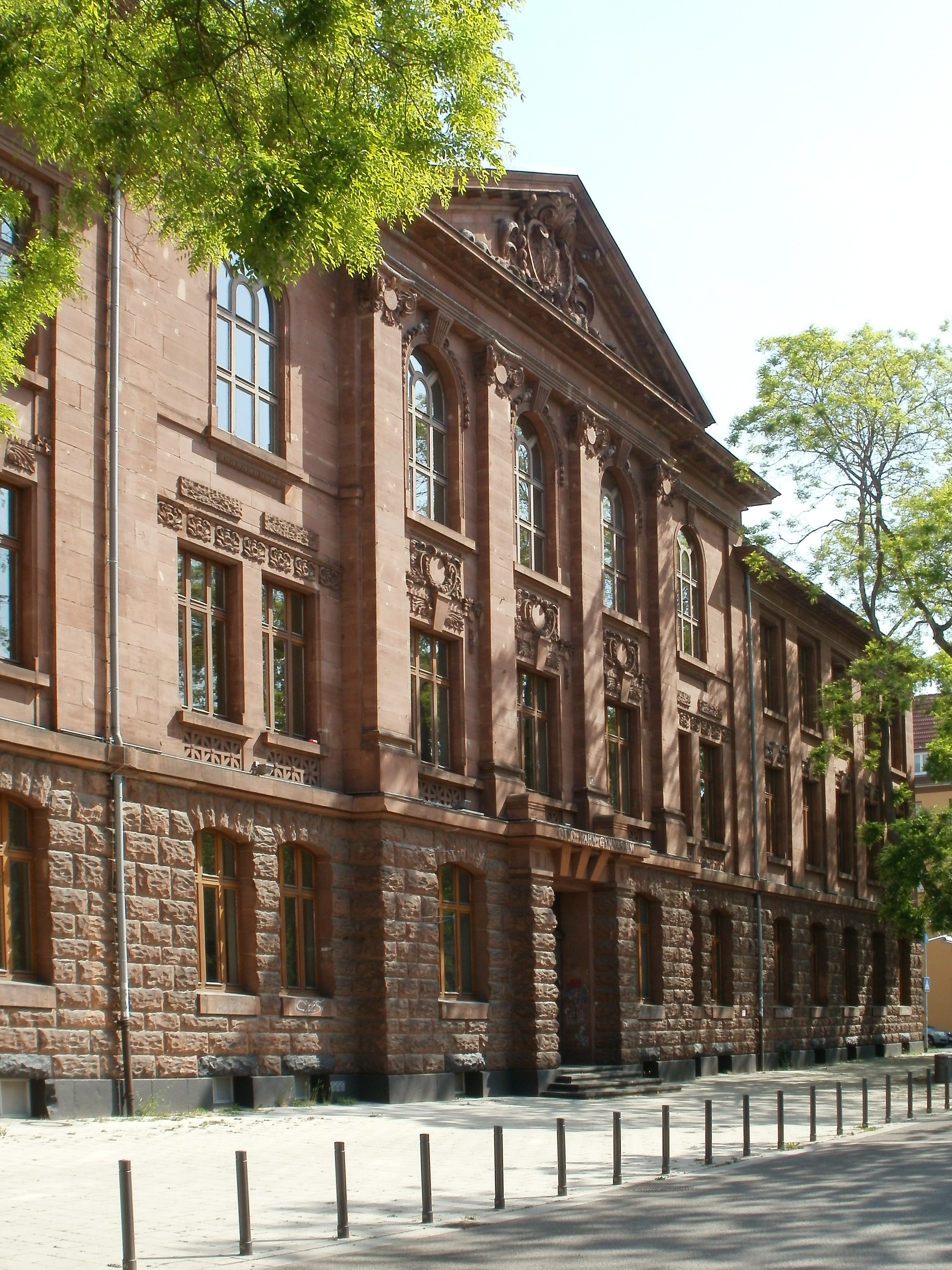
Otto-Hahn-Gymnasium in St. Johann
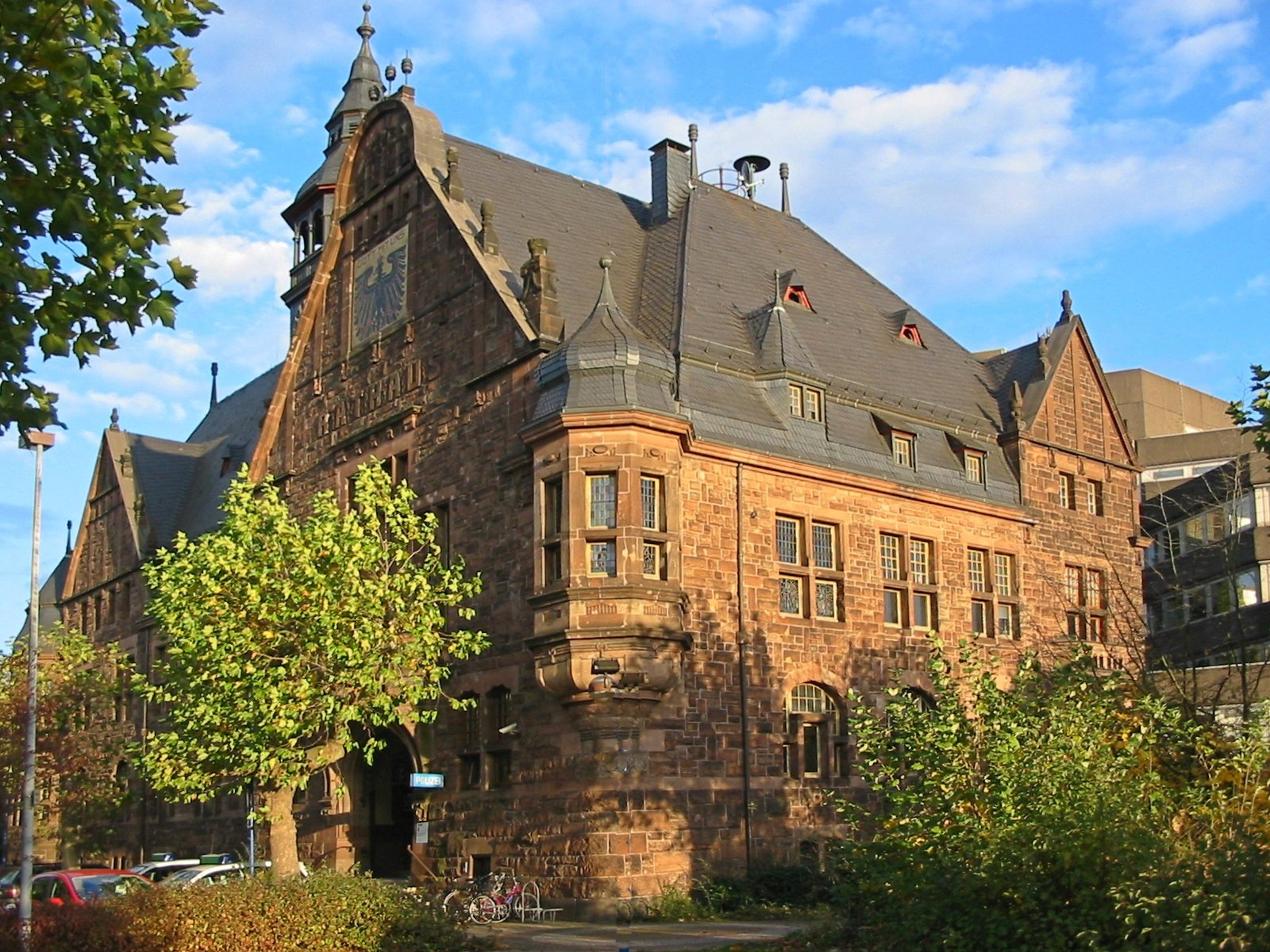
Rathaus Dillingen, vom Bahnhofsvorplatz gesehen